# Villanueva de Ávila
Villanueva de Ávila è un comune spagnolo di 308 abitanti situato nella comunità autonoma di Castiglia e León.